# Stowarzyszenie Pogotowie Kulturalno-Społeczne
Stowarzyszenie Pogotowie Kulturalno-Społeczne (poprzednio: Pogotowie Kulturalno Społeczne) – stowarzyszenie założone w 2007 w Białymstoku w celu podejmowania inicjatyw kulturalnych, promocji ruchu artystycznego oraz wspierania rozwoju społeczno-kulturalnego w województwie podlaskim. Angażuje się w przedsięwzięcia kulturalne realizowane z własnej inicjatywy, bądź przyłącza się do innych. Swoją działalność rozwinęło w oparciu o bazę w zagospodarowanym przez siebie budynku byłego magazynu wojskowego nr 10 przy ul. Węglowej w Białymstoku.

## Transgraniczne Centrum Kultury „Węglowa”
Jednym z pierwszym projektów Stowarzyszenia było tworzenie Transgranicznego Centrum Kultury „Węglowa” wspólnie z innymi organizacjami (Stowarzyszenie Miłośników Kultury Ulicznej Engram, fundacja M.I.A.S.T.O. Białystok, Stowarzyszenie Kreatywne Podlasie i Podlaskie Stowarzyszenie Japońskich Sztuk Walki Chobukan). Projekt ten zakładał, iż funkcjonowanie Centrum zostanie zabezpieczone poprzez fundusze unijne i dotacje urzędowe.

## Up To Date Festival (UTDF)
Wkrótce po powołaniu, Stowarzyszenie zorganizowało w 2009 pierwszą edycję imprezy (Original Source) Up To Date Festival (UTDF), który stał się sztandarową imprezą muzyczną Białegostoku. W czasie imprezy prezentowane są rozmaite gatunki muzyki elektronicznej i basowej, ambient, muzyka techno, ambitny rap, electro oraz współczesna klasyka. Większość aktywności festiwalowych rozgrywa się wokół trzech scen: Pozdro Techno, Centralny Salon Ambientu oraz Beats.
W 2019 UTDF obchodził swoje dziesięciolecie. W imprezie każdego roku bierze udział kilkudziesięciu artystów, odwiedza ją ponad 10 tys. gości. Początkowo koncerty odbywały się w magazynie nr 10 przy ul. Węglowej. Z czasem dotarły również do Opery i Filharmonii Podlaskiej, Pałacu Branickich oraz na Stadion Miejski. Festiwal jest wspierany przez Urząd Miejski w Białymstoku, Podlaski Urząd Marszałkowski, a także publiczność i partnerów.

## Inne aktywności Stowarzyszenia
- organizacja XXII Finału Wielkiej Orkiestry Świątecznej Pomocy w Białymstoku[13];
- w porozumieniu z Białoruskim Zrzeszeniem Studentów i innymi organizacjami, współorganizacja Festiwalu Muzyki Młodej Białorusi „Basowiszcza” w uroczysku Boryk k. Gródka[14][15];
- warsztaty dla miłośników skreczowania i miksowania utworów, instruktaż prowadzenia imprez muzycznych[16];
- cykl warsztatów ekologicznych dla dzieci, młodzieży i dorosłych „Ekologiczna Węglowa” finansowane przez Wojewódzki Fundusz Ochrony Środowiska i Gospodarki Wodnej w Białymstoku w wyniku rozstrzygnięcia konkursu z dziedziny Edukacja Ekologiczna pn. „Opracowanie i realizacja zadania edukacyjnego nieinwestycyjnego związanego tematycznie z gospodarowaniem odpadami komunalnymi”[17];
- współudział w festiwalu Inny Wymiar w Białymstoku (premiery spektakli teatralnych, wystawy, koncerty czy pokazy mody z udziałem artystów z krajów Partnerstwa Wschodniego) w ramach projektu „Wschód Kultury”[18];
- wykorzystanie ściany budynku Urzędu Marszałkowskiego Województwa Podlaskiego przy ul. Marii Skłodowskiej-Curie w Białymstoku pod mural „Wyślij pocztówkę do babci”[19];
- złożenie skutecznego wniosku do Rady Miasta Białystok o nadanie alejce biegnącej przez Park Konstytucji 3 Maja i Zwierzyniec w Białymstoku nazwy Aleja Ambientowa[20].

## Prezes Stowarzyszenia
Funkcję prezesa Stowarzyszenia Pogotowie Kulturalno-Społeczne sprawuje DJ Dtekk – Jędrzej Dondziło, który jednocześnie jest dyrektorem artystycznym, pomysłodawcą i współtwórcą Up To Date Festivalu oraz inicjatorem szeregu wydarzeń kulturalnych realizowanych nie tylko przez Stowarzyszenie. Wiceprezesem zarządu jest Aleksandra Zgajewska.